# Nova Križna jama
Nova Križna jama (tudi ime Dihalnik v Grdem dolu ali Križna jama 2) je hidrološko nadaljevanje znane Križne jame. Jami ločuje sifon, ki do sedaj še ni bil preplavan, je bil pa s strani Nove Križne jame raziskan do globine 124 m. Ko bodo jamski potapljači povezavo preplavali, bo dolžina jamskega sistema Križna jama približno 10 km. Dihalnik je bil poznan že v sedemdesetih letih 20. stoletja, toda šele poleti 1991 so jamarji z Bloške Police in Bločic očistili ozek prehod in odkrili Novo Križno jamo. Širina ozkega prehoda (dihalnika) v jamo je na nekaterih mestih le pičlih 25x30 cm. Dihalnik je od površja do vrha prve jamske dvorane globok približno 15 m in vodi 26 m v dolžino. Prva jama je bila poimenovana po majhnem jamskem hrošču drobnovratniku: Dvorana drobnovratnikov. Od vrha jame do dna je približno 20 m. V spodnjem delu se jama nadaljuje v 40 m dolgem suhem rovu - Suhi reki, s premerom 8 m širine in 6 m višine. Suhi rov se končuje z nizko dvorano, katere značilnost so tla s ponvicami in brezno. Dno brezna je sifon, ki povezuje Novo Križno jamo s Križno jamo. Tu se začenja vodni del jame, ki se s podvodno reko in jezeri nadaljuje v dolžino več kot 1400 m do dolvodnega sifonskega jezera. Od glavnega vodnega rova se odcepi le Bosonogi rov.